# 阿滕 (下莱茵省)
阿滕（法語：Hatten，法語發音：[atən]）是法国下莱茵省的一个市镇，位于该省北部，属于阿格诺-维桑堡区。

## 地理
阿滕（48°54'7"N, 7°58'44"E）面积18.91 平方千米，位于法国大東部大區下莱茵省，该省份为法国大陆部分最东部的省份，是阿尔萨斯的一部分，今与上莱茵省组成了阿尔萨斯欧洲集体，其南至上莱茵省，西南接孚日省和默尔特-摩泽尔省，西接摩泽尔省，北与德国接壤，东侧沿莱茵河与德国相望。
与阿滕接壤的市镇（或旧市镇、城区）包括：比勒、福斯特费尔德、克塞尔多尔、涅代尔罗埃代尔恩、奥贝尔罗埃代尔恩、里泰尔索方、斯坦德维莱。
阿滕的时区为UTC+01:00、UTC+02:00（夏令时）。

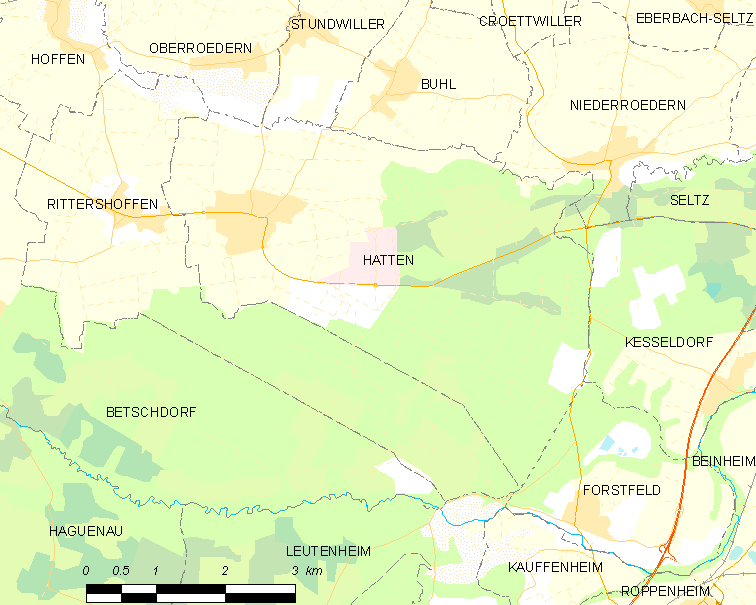
阿滕的OSM定位图

## 行政
阿滕的邮政编码为67690，INSEE市镇编码为67184。

## 政治
阿滕所属的省级选区为维桑堡县。

## 人口

1962-2008年间阿滕人口变化图示

阿滕于2022年1月1日时的人口数量为1923人。